# علم هندوراس
اعتُمِد علم هندوراس في 9 يناير 1866، والعلم الهندوراسي مستوحى من علم جمهورية أمريكا الوسطى الفيدرالية السابقة المستوحى بدوره من علم الأرجنتين، ويتكون من ثلاثة شرائط أفقية من الأعلى للأسفل وهي الأزرق السماوي والأبيض والأزرق السماوي، ويتوسط الشريط الأبيض خمسة نجوم زرقاء سماوية تمثل مناطق أمريكا الوسطى الخمسة، طول العلم يساوي ضعفي عرضه.
- الشريطين الأزرقين السماويين يمثلان المحيط الهادي والبحر الكاريبي.
- الشريط الأبيض يمثل أرض البلاد الواقعة بين المحيط والبحر وللسلام الذي يعم البلاد.
- النجوم الزرقاء السماوية الخمسة موضوعة بشكل علامة X وتمثل الدول التأسيسية الخمسة لجمهورية أمريكا الوسطى الاتحادية «السلفادور وكوستاريكا ونيكاراغوا وغواتيمالا وهندوراس»، على أمل أن تُوحد البلاد من جديد.